# Alonso Alfaro
Alonso Alfaro (Madrid, m. 29 de juny 1643) fou un prevere, dramaturg i poeta castellà.

## Biografia
Membre de l'estament eclesiàstic, és conegut per haver estat un notable poeta líric i còmic. El 29 de juny de 1643 assistí a una festa de la Congregació de Sacerdots Naturals de Madrid en celebració del seu patró, l'apòstol Sant Pere. Fou admès com a membre de la dita congregació, però quan hagué tornat a casa seva, morí de forma sobtada el mateix dia i el dia 30, els membres de la congregació assistiren al seu enterrament. Entre les seves obres hi ha una elegia a la mort de Lope de Vega. Amb tot destaca en les comèdies, n'escrigué un nombre considerable, malgrat que generalment són d'escàs mèrit, les més destacades són les següents: Aristómenes Mesenio, El hombre de Portugal, La Virgen de Salceda i La Virgen de la Soledad.